# Essy Persson
Essy Ingeborg Vilhelmina Persson (Gotemburgo, 15 de junio de 1941), conocida como Essy Persson, es una actriz de cine sueca más conocida por su papel en la películas eróticas Jeg - en kvinde y Therese and Isabelle.

## Carrera
Persson hizo su debut cinematográfico como protagonista en la película erótica danesa-sueca de Mac Ahlberg Jeg - en kvinde (1965), que se convirtió en el sorprendente éxito de taquilla I, a Woman (1966) al ser reeditada por Radley Metzger para los Estados Unidos. Apareció en la película alemana Das Rasthaus der grausamen Puppen (1967) y en 4...3...2...1...morte (1967), y luego Metzger contrató a Persson para un personaje principal en su película francesa de 1968 Therese and Isabelle sobre una relación sexual lésbica entre dos colegialas. Más tarde apareció en la película de terror de 1970 Cry of the Banshee, y en 1971 en Want So Much to Believe. Después de estos papeles, Persson actuó en papeles en dos series de televisión suecas antes de dejar la actuación.
Después de retirarse de la actuación, Persson estudió arte en la Academia Valand y Konstfack de 1981 a 1984 y se convirtió en artista visual.

## Vida personal
Persson se casó con el economista Robert Björklund en 1968.